# Arctonula arctica
Arctonula arctica är en mossdjursart som först beskrevs av Michael Sars 1851.  Arctonula arctica ingår i släktet Arctonula och familjen Romancheinidae. Arten är reproducerande i Sverige. Inga underarter finns listade i Catalogue of Life.